# Абу Фирас ас-Сури
Радван Наммоус (также известен как Абу Фирас ас-Сури) — сирийский террорист, один из лидеров исламистской террористической группировки «Джебхат-ан-Нусра» — сирийского отделения «Аль-Каиды», один из основных её проповедников.

## Биография
Родился в 1950 году в Мадае (пригород Дамаска). Поступил в сирийскую армию, где дослужился до звания лейтенанта, однако в 1979 году был уволен за исламистские взгляды. Сразу после увольнения примкнул к «Братьям-мусульманам», став военным инструктором боевиков во время исламского восстания против светского правительства Хафеза Асада 1979—1982 годов. После подавления мятежа бежал в Афганистан. После терактов 11 сентября помог семьям членов «Аль-Каиды» покинуть Афганистан, а в 2003 году бежал в Йемен, где скрывался на протяжении 10 лет.
В составе группировки «Джебхат-ан-Нусра» принимал участие в гражданской войне в Сирии, где пытался наладить контакты группировки с Исламским государством.
3 апреля 2016 года ас-Сури был убит в мухафазе Идлиб в результате удара с БПЛА коалиции под руководством США. Вместе с ним погиб его сын и около 20 других бойцов «ан-Нусры».